# Sistema de posicionamento global

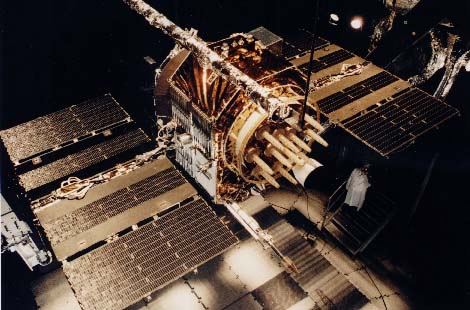
Mais de 50 satélites como este NAVSTAR já foram lançados desde 1979.

O sistema de posicionamento global, mais conhecido pela sigla GPS (em inglês Global Positioning System), é um sistema de navegação por satélite que fornece a um aparelho receptor móvel a sua posição, assim como o horário, sob quaisquer condições atmosféricas, a qualquer momento e em qualquer lugar na Terra; desde que o receptor se encontre no campo de visão de três satélites GPS (quatro ou mais para precisão maior). Encontram-se em funcionamento dois desses sistemas: o GPS americano e o GLONASS da Rússia. Existem também outros sistemas: o Galileo da União Europeia e o BeiDou da China. O sistema americano é administrado pelo Governo dos Estados Unidos e operado pelo Departamento de Defesa americano. A princípio, o seu uso era exclusivamente militar, posteriormente sendo liberado para uso civil gratuito. O principal fator que contribuiu para isso foi a derrubada do Voo KAL 007 em 1983, quando este entrou por engano no espaço aéreo da URSS e foi então abatido por caças soviéticos. No entanto, acredita-se que, em um contexto de guerra, sua função civil seria revogada para que o dispositivo volte a ser um artifício militar. O que comprometeria a funcionalidade do GPS para o cotidiano de pessoas comuns, pois o sistema de posicionamento global, além de ser utilizado na aviação geral e comercial e na navegação marítima, também é utilizado por diversas pessoas para deslocamento nos bairros e cidades e, principalmente, para viagens.
Inclusive, com um sistema de navegação por satélite integrando um GPS, é possível encontrar o caminho para um determinado local e saber a velocidade e direção do seu deslocamento. Atualmente, o sistema está sendo muito utilizado em automóveis com um sistema de mapas. Existem diversos tipos de GPS, de diversas marcas com  soluções "tudo em um", como os externos que são ligados por cabo ou ainda por bluetooth e celulares modernos (smartphones), que possuem o GPS integrado e acessível através de seus próprios aplicativos.

## Descrição técnica
O sistema foi declarado totalmente operacional em 1995. Seu desenvolvimento custou 10 bilhões de dólares. Consiste numa "constelação" de 24 satélites. Os satélites GPS, construídos pela empresa Rockwell, foram lançados entre Fevereiro de 1978 (Bloco I) e 6 de Novembro de 1985 (o 29º). Cada um circula a Terra duas vezes por dia a uma altitude de 20 200 quilômetros (12 600 milhas) e a uma velocidade de 11 265 quilômetros por hora (7 000 milhas por hora), de modo que, a qualquer momento, pelo menos 4 deles estejam “visíveis” de qualquer ponto da Terra. Os satélites têm a bordo relógios atômicos e informações adicionais como os elementos orbitais de movimento e um conjunto de estações de observação terrestres.
O receptor não precisa ter um relógio de alta precisão, mas um suficientemente estável. O receptor capta os sinais de quatro satélites para determinar as suas próprias coordenadas e ainda o tempo. Então, o receptor calcula a diferença entre as distâncias dos quatro satélites pelo intervalo de tempo entre o instante local e o instante em que os sinais foram enviados (esta distância é chamada pseudodistância). Descodificando as localizações dos satélites a partir dos sinais de micro-ondas de uma base de dados interna.
As diferenças entre os tempos de chegada dos sinais ao receptor são a base para a medição de posição. Cada diferença de tempo entre dois satélites corresponde a um hiperbolóide de revolução. A linha que une esses dois satélites forma o eixo do hiperbolóide, e o receptor está localizado no ponto onde três hiperbolóides se interceptam. Por isso são necessários 4 satélites.
Algumas vezes é dito incorretamente que a localização do usuário é a intercessão de três esferas. Esse seria o caso se o receptor tivesse um relógio sincronizado com os satélites, e medisse as distâncias reais a cada um, em vez da diferença de distâncias. Nesse caso haveria um complicador adicional: os intervalos de tempo não são os mesmos para um relógio em terra e um satélite em órbita pela teoria geral da relatividade. Esse desvio teria que ser levado em conta nos aparelhos.
Até meados de 2000 o departamento de defesa dos EUA impunha a chamada "disponibilidade seletiva" que consistia em um erro induzido ao sinal, impossibilitando que aparelhos de uso civil operassem com precisão inferior a 90 metros. Porém, o presidente Bill Clinton foi pressionado a assinar uma lei determinando o fim dessa interferência no sinal do sistema. Desse modo, entende-se que não há garantias que em tempo de guerra o serviço continue à disposição dos civis e com a atual precisão. No cenário militar, o GPS é também usado para o direcionamento de diversos tipos de armamentos de precisão, como as bombas JDAM (Joint Direct Attack Munition) e os famosos mísseis Tomahawk. Estas bombas "inteligentes" são guiadas a seus alvos por um sistema inercial em conjunto com um GPS; esse tipo de sistema de direcionamento pode ser usado em qualquer condição climática e garante um alto índice de acertos.
|                                                                                      |                                                           |                     |
| Comparação entre a duração da órbita de um satélite e o período de rotação da Terra. | Coordenadas com um GPS com bússola e altímetro integrado. | Medição com um GPS. |

## Aplicações
A comunidade científica utiliza o sistema de posicionamento global pelo seu relógio altamente preciso, já que durante experiências científicas de coleta de dados, pode-se registrar com precisão de microssegundos (0,000001 segundo) quando a amostra foi obtida. Naturalmente, a localização do ponto onde a amostra foi recolhida também pode ser importante. Agrimensores diminuem custos e obtêm levantamentos precisos mais rapidamente com o GPS. Unidades específicas têm custo aproximado de 3 000 dólares e precisão de 1 metro, mas existem receptores mais caros com precisão de 1 centímetro. A coleta de dados por estes receptores é mais lenta.
Guardas florestais, trabalhos de prospecção e exploração de recursos naturais, geólogos, arqueólogos, bombeiros, são enormemente beneficiados pela tecnologia do sistema. O GPS tem-se tornado cada vez mais popular entre ciclistas, balonistas, pescadores, ecoturistas, geocachers, voo livre ou por aventureiros que queiram apenas orientação durante as suas viagens. Com a popularização do GPS, um novo conceito surgiu na agricultura: a agricultura de precisão. Uma máquina agrícola dotada de receptor GPS armazena dados relativos à produtividade em um dispositivo de memória que, tratados por programa específico, produz um mapa de produtividade da lavoura. As informações permitem também optimizar a aplicação de correctivos e fertilizantes. A função de geolocalização desse sistema é a base de aplicativos de relacionamento como o Tinder e jogos de realidade aumentada como Ingress e Pokémon GO.

## Tipos de receptores
Geralmente categorizados em termos de demandas de uso em Geodésicos, Topográficos e de Navegação, a diferenciação entre as categorias de sistemas de posicionamento — que a princípio pode parecer meramente de preço de aquisição —, se deve à precisão alcançada, ou seja, a razão da igualdade entre o dado real do posicionamento e o oferecido pelo equipamento. Assim, sendo os mais acurados (com valores na casa dos milímetros) os receptores Geodésicos são capazes de captar as duas frequências emitidas pelos satélites (L1 e L2), possibilitando assim a eliminação dos efeitos da refracção ionosférica. Os topográficos, que tem características de trabalho semelhantes à categoria anterior, mas captam somente a portadora L1, também possuem alta precisão; geralmente, na casa dos centímetros. Ambas as categorias têm aplicações técnicas, e características próprias como o pós-processamento, o que significa que, normalmente, não informam o posicionamento instantaneamente (exceto os modelos RTK, modo cinemático).
No caso da categoria de maior uso do GPS (a navegação), embora possua menor precisão de posicionamento, há várias vantagens em sua utilização; como o baixo preço de aquisição e suas aplicações como: ferramenta de equipamentos como computadores de mão, celulares, relógios, entre outros. Atualmente, com a convergência de dispositivos, existem muitas opções de Pocket PCs com GPS interno, que têm a vantagem de se poder escolher o software de localização que se pretende utilizar com eles.
| |                                                              |                             |
| Receptores GPS vêm numa variedade de formatos, de dispositivos integrados dentro de carros, telefones, e relógios, a dispositivos dedicados somente ao GPS como estes das marcas Trimble, Garmin e Leica. | Exemplo de um receptor GPS com mapas, instalado em um carro. | Antena de telhado para GPS. |

## Atualizações
Em 24 de março de 2009 foi lançado o primeiro satélite GPS equipado com uma amostra de hardware funcionando em frequência L5. Entre outras novidades, este satélite foi o primeiro a emitir o sinal GPS numa frequência de 1 176,45 MHz (±1,2 GHz). E suas vantagens são:
- Melhoria da estrutura do sinal para maior desempenho;
- Transmissão com sinal superior ao dos satélites L1 e L2.

A data limite para que a Força Aérea Americana colocasse um satélite GPS de forma operacional em frequência L5 foi 26 de agosto de 2009. Caso ultrapassassem essa data, o governo dos Estados Unidos perderia o direito de utilizar essa frequência em seus projetos militares/civis. O L1C é um sinal de uso civil transmitido na mesma frequência L1 (1 575,42 MHz), contém o sinal GPS L1C utilizado por todos os atuais usuários e está disponível com o primeiro bloco III desde 2013.
Hoje em dia, em dois países os aparelhos receptores de GPS são proibidos: a Coreia do Norte e a Síria. O Egito suspendeu a proibição em abril de 2009.[carece de fontes?]

## Técnicas de posicionamento
- Posicionamento por Ponto Simples
- DGPS
- Real Time Kinematic (Cinemático em Tempo Real)
- Posicionamento por Ponto Preciso